# Братство ОУН-УПА Подільського краю «Лисоня»
Братство ОУН-УПА Подільського краю «Лисоня» — громадсько-добродійна організація, структурний підрозділ Всеукраїнського братства ОУН-УПА імені генерала Р. Шухевича (Тараса Чупринки).

## Історія
Створене у квітні 1992. Головна управа — в Тернополі; до 2012 року її очолював Петро Касінчук.
Проводить діяльність за утвердження Української соборної самостійної держави мирними засобами. Основою братства є первинні осередки — станиці, створені за територіальним принципом; окремим підрозділом є Вінницька станиця. Його члени — колишні члени ОУН, вояки УПА, Карпатської Січі, інші учасники Визвольних змагань, а також ті, хто визнає його статут і досягнув повноліття.
Чисельність організації — понад 1200 осіб.
Братство проводить заходи з відзначення історичних дат і пам'яті видатних осіб української нації, розшукує та впорядковує місця поховань вояків УПА і членів ОУН, висвітлює у ЗМІ події національно-визвольного руху, доповнює «Літопис УПА», організовує спортивні змагання тощо.
4 червня 2000 року в Тернополі вперше відсвяткували День героїв.
Братство створює музеї національно-визвольних змагань (м. Бережани, м. Чортків, с. Іванків Борщівського району та інших).